# Колафиса
Колафиса (на хърватски: Kolafisa) е съпругата на влиятелния хърватски благородник Иван Франкопан Цетински. Нейното име е било споменато на вече изчезнал латински надпис от 1257 година, който се намирал над изобразяващия раждането на Иисус релеф на камбанарията на катедрала „Свети Домниус“. Надписът гласи, че Колафиса е платила сто романата (огромна сума златни жълтици, носещи името на император Роман III Аргир), за да намери душата на съпруга ѝ покой:
| „ | Colapiza uxor domini Ioannis Spalatinorum comitis pro anima viri sui iam defuncti in hac opera centum Romanatos exposuit. Anno domini MCCLVII. | “ |

Тя е един от дарилите средства за строежа на камбанарията, като се вярва още, че е помогнала и за построяването на амвон в катедралата.

Вдясно от главния вход, на колоната, която оказва опора на намиращата се между катедралата и камбанарията сводеста тераса, има капител, върху който през XIII век е издълбана фигура на богато облечена жена с увенчана глава и паднали на рамото ѝ коси в знак на траур. Съществуват предположения, че това е образът на Колафиса.